# Ramat Aviv

Ramat Aviv é um bairro da cidade Tel Aviv em Israel, localizado na zone norte da cidade. Este bairro abriga a universidade de Tel Aviv e o Museu Eretz Israel, um dos maiores do pais. Em Ramat Aviv encontra-se também o sítio arqueológico de Tel Qasila.
O bairro é considerado um dos mais nobres da cidade.